# Kira Stachowitsch
Kira Stachowitsch (* um 1984 in Wien) ist eine österreichische Journalistin, Model und – gemeinsam mit Clemens Steinmüller – Gründerin der Magazine und Websites Indie, Material Girl und Monki.

## Leben
Schon mit 19 gründete Stachowitsch das Indie Magazin, das war im Jahr 2003. Später folgten material girl und noch später  Monki. Heute erscheint die deutschsprachige Ausgabe in einer Auflage von 30.000 Stück, Stachowitsch fungiert als Chefredaktrice. Die englische Ausgabe von Indie – Auflage: 25.000 – wird von Condé Nast vertrieben. Außerdem „bastelt sie regelmäßig GIFs für ihren Tumblr“. Auf die Frage „Wieso [damals] gleich zwei Magazine?“ antwortete sie:

„INDIE ist ein Magazin-Rabauke: rough und, na ja mir fällt kein besseres Wort ein, "cool". Wir wussten nicht wohin mit der anderen Seite, die da in uns schlummerte. Der, die Mädchen mit Blumenkränzen im Haar super findet und beim Anblick eines Maison Michel Hutes oder einer Marc by Marc Jacobs Tasche ein bisschen ausflippt. Die verträumt-romantisch-verspielte Welt von material girl  hatte in INDIE nunmal keinen Platz.“

Stachowitsch bezeichnet Daliah Spiegel als ihre „Busenfreundin“ und lässt sich von ihr persönliche Lieblingsstücke ablichten. Spiegel hat sie auch – in ihrer Funktion als Co-Creative für den H&M-Zweig & Other Stories und als Mode – auf Polaroids fotografiert.

## Auszeichnung
- 2010 Vienna Fashion Award in der Kategorie Fashion Editor